# Coventry City FC
Coventry City Fotbal Club (engleză ˈkʌvəntri, ˈkɒv- ˈsɪti) este o echipă de fotbal din Coventry, Anglia, care evoluează în EFL Championship, a doua ligă de fotbal din Anglia. Coventry City a fost membru fondator al Premier League în 1992.

## Palmares
- Cupa FA (1): 1987

## Stadioane

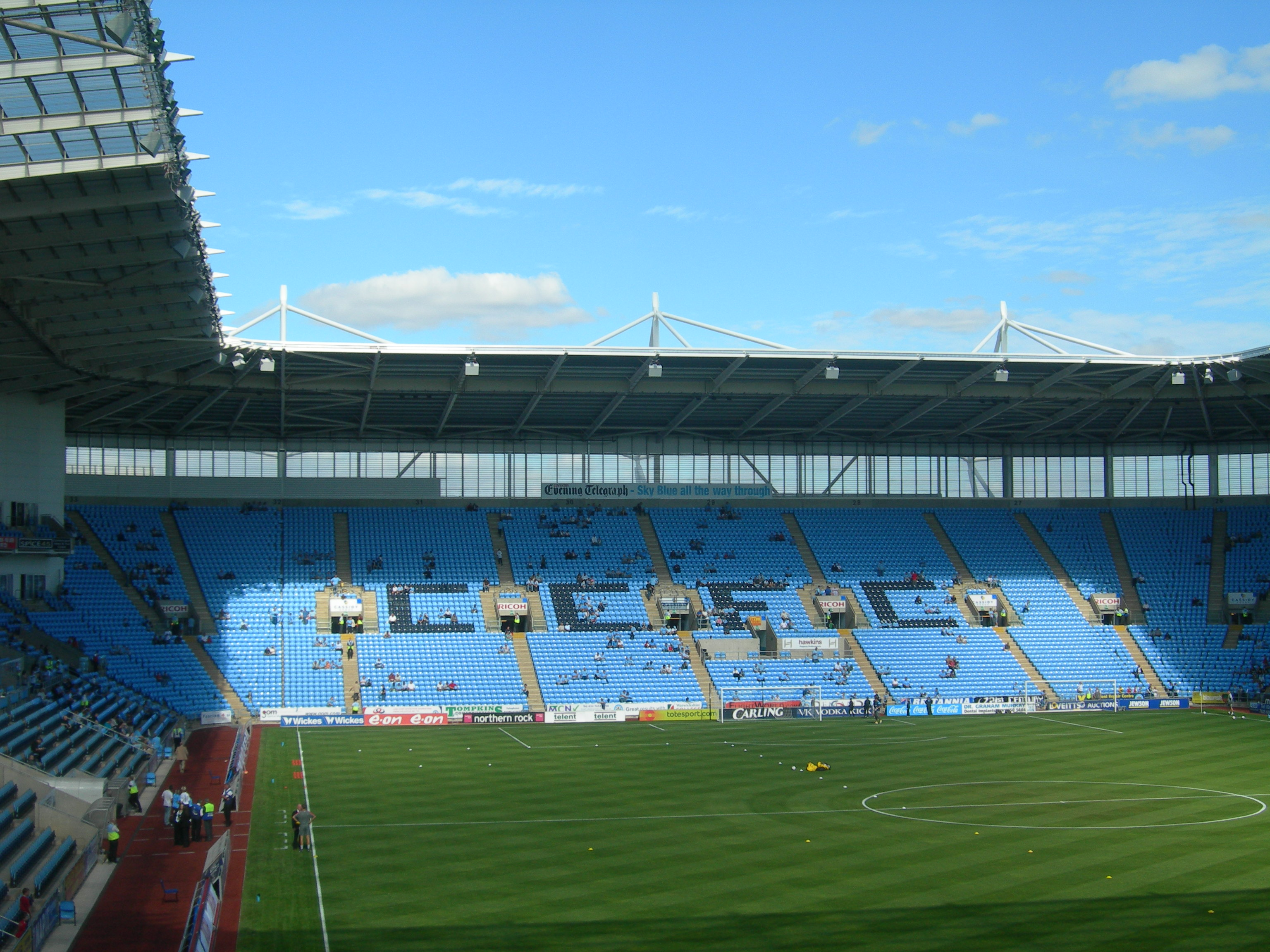
Ricoh Arena, Stadionul echipei Coventry City din 2005

- Dowells Field - 1883-1887
- Stoke Road - 1887-1899
- Highfield Road - 1899-2005
- Ricoh Arena - 2005-prezent

## Lotul actual

### Prima echipă
Din 31 ianuarie 2024
| Nr. |                            | Poziție | Jucător                               |
| --- | -------------------------- | ------- | ------------------------------------- |
| 1   | Anglia                     | P       | Simon Moore                           |
| 2   | Anglia                     | F       | Luis Binks (împrumutat de la Bologna) |
| 3   | Țara Galilor               | F       | Jay Dasilva                           |
| 4   | Anglia                     | F       | Bobby Thomas                          |
| 6   | Scoția                     | M       | Liam Kelly (căpitan)                  |
| 7   | Japonia                    | M       | Tatsuhiro Sakamoto                    |
| 8   | Anglia                     | M       | Jamie Allen (al 4-lea căpitan)        |
| 9   | Anglia                     | A       | Ellis Simms                           |
| 10  | Anglia                     | M       | Callum O'Hare                         |
| 11  | Statele Unite ale Americii | A       | Haji Wright                           |
| 13  | Anglia                     | P       | Ben Wilson                            |

| Nr. |               | Poziție | Jucător                        |
| --- | ------------- | ------- | ------------------------------ |
| 14  | Anglia        | M       | Ben Sheaf (vice căpitan)       |
| 15  | Anglia        | F       | Liam Kitching                  |
| 21  | Anglia        | F       | Jake Bidwell                   |
| 22  | Jamaica       | F       | Joel Latibeaudiere             |
| 24  | Anglia        | A       | Matt Godden (al 3-lea căpitan) |
| 27  | Țările de Jos | F       | Milan van Ewijk                |
| 28  | Anglia        | M       | Josh Eccles                    |
| 29  | Danemarca     | M       | Victor Torp                    |
| 30  | Portugalia    | A       | Fábio Tavares                  |
| 40  | Anglia        | P       | Bradley Collins                |
| 45  | Jamaica       | M       | Kasey Palmer                   |

#### Jucători împrumutați la alte echipe
| Nr. |                   | Poziție | Jucător                         |
| --- | ----------------- | ------- | ------------------------------- |
| 8   | Republica Irlanda | M       | Michael Doyle (la Leeds United) |
| 30  | Anglia            | M       | Adam Walker (la Nuneaton Town)  |
| 32  | Anglia            | M       | Ashley Cain (la Luton Town)     |

### Lotul academiei
Din 21 noiembrie 2009
| Nr. |        | Poziție | Jucător            |
| --- | ------ | ------- | ------------------ |
|     | Anglia | P       | Micheal Quirke     |
|     | Anglia | P       | Lee Burge          |
|     | Anglia | P       | Jacob Collett      |
|     | Anglia | F       | Curtis Wynter      |
|     | Anglia | F       | Jordan Clarke      |
|     | Anglia | F       | Connor Gudger      |
|     | Anglia | F       | Jamie Greenway     |
|     | Anglia | F       | Nathan Cameron     |
|     | Anglia | F       | Jermaine Grandison |
|     | Anglia | F       | Luke Adams         |
|     | Anglia | F       | Connor Thomas      |

| Nr. |          | Poziție | Jucător         |
| --- | -------- | ------- | --------------- |
|     | Anglia   | F       | Cyrus Christie  |
|     | Anglia   | M       | Joel Grandison  |
|     | Anglia   | M       | Luke Bottomer   |
|     | Anglia   | M       | Aaron Phillips  |
|     | Tanzania | M       | Sulieman Leluu  |
|     | Burundi  | M       | Gael Bigrimana  |
|     | Anglia   | M       | Jacob Blackwell |
|     | Anglia   | M       | Connor Grogan   |
|     | Anglia   | A       | Callum Wilson   |
|     | Anglia   | A       | Robert Ogleby   |
|     | Anglia   | A       | Sean Jeffers    |

#### Jucători împrumutați la alte echipe
| Nr. |        | Poziție | Jucător                        |
| --- | ------ | ------- | ------------------------------ |
|     | Anglia | M       | Adam Walker (la Nuneaton Town) |
|     | Anglia | M       | Ashley Cain (la Luton Town)    |

## Stafful tehnic
| Nume            | Post                    |
| --------------- | ----------------------- |
| Chris Coleman   | Antrenor principal      |
| Steve Harrison  | Antrenor asistent       |
| Frankie Bunn    | Antrenor asistent       |
| Steve Ogrizovic | Antrenor cu portarii    |
| Andy O'Boyle    | Antrenor de fitness     |
| Gregor Rioch    | Manager academie        |
| Andy Thorn      | Scouter                 |
| Michael McBride | Psihoterapeut           |
| David Hart      | Psihoterapeut assistent |

| Nume           | Post                     |
| -------------- | ------------------------ |
| Ray Ranson     | Președinte               |
| Gary Hoffman   | Vice-președinte          |
| Joe Elliott    | Director                 |
| Mike Parton    | Director                 |
| Mike McGinnity | Președinte onorific      |
| Nathan Kosky   | Director cu publicitatea |
| Jim Brown      | Statisticianul clubului  |

## Sezoane, premii și onoruri
| Sezoanele și statisticile clubului Coventry City FC | Jucătorul anului | Golgeter            | Cele mai multe meciuri | Altele                                    |
| --------------------------------------------------- | ---------------- | ------------------- | ---------------------- | ----------------------------------------- |
| Sezonul 1967-1968                                   | Ernie Machin     | Ronnie Rees 9       | Ernie Machin 44        |                                           |
| Sezonul 1968-1969                                   | Bill Glazier     | Ernie Hunt 13       | Bill Glazier 49        |                                           |
| Sezonul 1969-1970                                   | Neil Martin      | Neil Martin 15      | Mick Coop 44           |                                           |
| Sezonul 1970-1971                                   | Willie Carr      | Ernie Hunt 12       | Jeff Blockley 48       |                                           |
| Sezonul 1971-1972                                   | Ernie Hunt       | Ernie Hunt 12       | Willie Carr 45         |                                           |
| Sezonul 1972-1973                                   | Tommy Hutchison  | Brian Alderson 17   | Mick Coop 48           |                                           |
| Sezonul 1973-1974                                   | Bill Glazier     | Brian Alderson 15   | Jimmy Holmes 53        |                                           |
| Sezonul 1974-1975                                   | Tommy Hutchison  | David Cross 8       | Tommy Hutchison 46     |                                           |
| Sezonul 1975-1976                                   | Tommy Hutchison  | David Cross 16      | Mick Coop 47           |                                           |
| Sezonul 1976-1977                                   | Mick Ferguson    | Mick Ferguson 15    | John Beck 45           |                                           |
| Sezonul 1977-1978                                   | Ian Wallace      | Ian Wallace 23      | Bobby McDonald 47      |                                           |
| Sezonul 1978-1979                                   | Bobby McDonald   | Ian Wallace 15      | Tommy Hutchison 45     |                                           |
| Sezonul 1979-1980                                   | Ian Wallace      | Ian Wallace 13      | Tommy Hutchison 45     |                                           |
| Sezonul 1980-1981                                   | Gary Gillespie   | Garry Thompson 15   | Paul Dyson 54          |                                           |
| Sezonul 1981-82                                     | Danny Thomas     | Mark Hateley 18     | Gary Gillespie 46      |                                           |
| Sezonul 1982-83                                     | Gary Gillespie   | Steve Whitton 14    | Gary Gillespie 48      |                                           |
| Sezonul 1983-1984                                   | Nick Platnauer   | Terry Gibson 19     | Trevor Peake 40        |                                           |
| Sezonul 1984-1985                                   | Terry Gibson     | Terry Gibson 19     | Steve Ogrizovic 46     |                                           |
| Sezonul 1985-1986                                   | Trevor Peake     | Terry Gibson 13     | Steve Ogrizovic 47     |                                           |
| Sezonul 1986-1987                                   | Steve Ogrizovic  | Cyrille Regis 16    | Steve Ogrizovic 53     |                                           |
| Sezonul 1987-1988                                   | David Speedie    | Cyrille Regis 12    | Brian Borrows 45       |                                           |
| Sezonul 1988-1989                                   | David Speedie    | David Speedie 15    | Brian Borrows 42       |                                           |
| Sezonul 1989-1990                                   | Brian Borrows    | David Speedie 9     | David Smith 46         |                                           |
| Sezonul 1990-1991                                   | Kevin Gallacher  | Kevin Gallacher 16  | Brian Borrows 47       | Premiul PFA: Tommy Hutchison              |
| Sezonul 1991-1992                                   | Stewart Robson   | Kevin Gallacher 10  | Lloyd McGrath 44       |                                           |
| Sezonul 1992-1993                                   | Peter Atherton   | Micky Quinn 17      | Peter Atherton 42      |                                           |
| Sezonul 1993-1994                                   | Phil Babb        | Peter Ndlovu 11     | Phil Babb 44           |                                           |
| Sezonul 1994-1995                                   | Brian Borrows    | Dion Dublin 16      | Steve Ogrizovic 40     | Premiul PFA: Gordon Strachan OBE          |
| Sezonul 1995-1996                                   | Paul Williams    | Dion Dublin 16      | John Salako 40         |                                           |
| Sezonul 1996-1997                                   | Dion Dublin      | Dion Dublin 13      | Steve Ogrizovic 46     |                                           |
| Sezonul 1997-1998                                   | Dion Dublin      | Dion Dublin 23      | Dion Dublin 43         | Premiul PFA: Steve Ogrizovic              |
| Sezonul 1998-1999                                   | Richard Shaw     | Noel Whelan 13      | Magnus Hedman 42       |                                           |
| Sezonul 1999-2000                                   | Gary McAllister  | Gary McAllister 13  | Gary McAllister 43     |                                           |
| Sezonul 2000-2001                                   | Gary Breen       | Craig Bellamy 8     | Craig Bellamy 38       | PFA Merit Award: Jimmy Hill OBE           |
| Sezonul 2001-2002                                   | Gary McAllister  | Lee Hughes 15       | David Thompson 45      |                                           |
| Sezonul 2002-2003                                   | Muhamed Konjic   | Jay Bothroyd 11     | Muhamed Konjic 48      |                                           |
| Sezonul 2003-2004                                   | Stephen Warnock  | Gary McSheffrey 12  | Stephen Warnock 46     |                                           |
| Sezonul 2004-2005                                   | Michael Doyle    | Gary McSheffrey 14  | Michael Doyle 48       |                                           |
| Sezonul 2005-2006                                   | Gary McSheffrey  | Gary McSheffrey 17  | Michael Doyle 49       |                                           |
| Sezonul 2006-2007                                   | Andy Marshall    | Dele Adebola 9      | Andy Marshall 42       |                                           |
| Sezonul 2007-2008                                   | Jay Tabb         | Michael Mifsud 17   | Jay Tabb 49            |                                           |
| Sezonul 2008-2009                                   | Aron Gunnarsson  | Clinton Morrison 12 | Keiren Westwood 49     | Echipa Ligii: Daniel Fox, Keiren Westwood |
| Sezonul 2009–10                                     | TBA              | Leon Best 9 *       | Clinton Morrison 19 *  |                                           |

* Seazon în progres.

## Antrenori
| - William Stanley (1883-1885) - Hary Hathaway (1885-1887) - J.G Morgan (1887-1892) - Teddy Kirk (1893) - George Maley (1893) - Joe Collins (1893-1895) - Tom Cashmore (1895-1900) - Ben Newhall (1900-1902) - Michael O'Shea (1902-1905) - Joe Beaman (1905-1908) - Walter Harris (1908-1909) - Harry Buckle (1909-1911) - Robert Wallace (1911-1914) - Frank Scott-Walford & committee (1914-1915) - H.Howard & committee (1915-1916) - William Clayton (1917-1919) - Harry Pollitt (1919-1920) - Albert Evans (1920-1924) - Harry Harbourne (1924-1925) - James Kerr (1925-1928) - VACANT (March 1928-June 1928) - Jimmy McIntyre (1928-1931) - William Slade (1931) - Harry Storer (1931-1945) - Dick Bayliss (1945-1947) - VACANT (April 1947-June 1947) - Billy Frith (1947-1948) - Harry Storer (1948-1953) - VACANT (November 1953-January 1954) - Jack Fairbrother (1954) - Charlie Elliott (1954-1955) - Jesse Carver (1955) |  | - George Raynor (1956) - Harry Warren (1956-1957) - Billy Frith (1957-1961) - Jimmy Hill (1961-1967) - Noel Cantwell (1967-1972) - Bob Dennison (1972) - Joe Mercer (1972-1974) - Gordon Milne (1974-1981) - Dave Sexton (1981-1983) - Bobby Gould (1983-1984) - Don Mackay (1984-1986) - George Curtis (1986-1987) - John Sillett (1987-1990) - Terry Butcher (1990-1992) - Don Howe (1992) - Bobby Gould (1992-1993) - Phil Neal (1993-1995) - Ron Atkinson (1995-1996) - Gordon Strachan (1996-2001) - Roland Nilsson (2001-2002) - Trevor Peake (2002) - Gary McAllister (2002-2003) - Eric Black (2003-2004) - Steve Ogrizovic (2004) - Peter Reid (2004-2005) - Adrian Heath (2005) - Micky Adams (2005-2007) - Adrian Heath (2007) - Iain Dowie (2007-2008) - John Harbin & Frankie Bunn (2008) - Chris Coleman (2008-prezent) |

## Echipe locale rivale
- Aston Villa
- Birmingham City
- Leicester City
- West Bromwich Albion
- Wolverhampton Wanderers